# 朱誠泳
秦簡王朱誠泳（1458年—1498年），別號賓竹道人，明太祖朱元璋五世孫，是明朝秦惠王朱公錫的庶長子，成化四年（1468年）封鎮安王，弘治元年（1488年）襲封秦王，弘治十一年（1498年）去世，諡號簡。無子，後他的堂侄臨潼王朱秉欆嗣封秦王。

## 著作
- 《賓竹稿》[1]
- 《賓竹小鳴槀》[2]

有詩《送郁文博少參致政還上海》：
天恩乞得下明光，回首鄉關舊路長。
風月有情歸篋笥，烟霞無夢到巖廊。
數盃濁酒黄花徑，十里青山綠野堂。
遙想鱸魚秋正美，一竿終日釣滄浪。